# Gare d'Amsterdam-RAI
La gare d’Amsterdam-RAI (station Amsterdam RAI en néerlandais) ou plus communément Amsterdam RAI est une gare ferroviaire secondaire de la ville d'Amsterdam aux Pays-Bas. Elle est située dans l'arrondissement d'Amsterdam-Zuid et à proximité du palais des expositions RAI Amsterdam dont elle tire son nom. Elle est également construite le long du périphérique A10.
La gare est située sur la ligne de Sprinters (trains omnibus) Utrecht-Den Haag Centraal qui dessert aussi l'aéroport international de Schiphol. La gare est également desservie par les lignes 50 et 51 du métro d'Amsterdam.